# Martin Schmeitzel
Martin Schmeitzel (magyarosan Schemitzel Márton; neve előfordul Schmeizel alakban is) (Brassó, 1679. május 28. – Halle an der Saale, 1747. július 20.), erdélyi szász származású történész, heraldikus.

## Életpályája
Apja, Mihály Brassóban gimnáziumi tanár és pap volt. 1700-tól a jénai egyetemen Johann Paul Hebenstreit, Caspar Posner és Struvens történelmi és államjogi előadásait hallgatta. 1702-ben Wittenbergbe, majd Greifswaldba ment, ahol Johann Friedrich Mayer és Palthenius professzor előadásait látogatta. Nevelőként Dániában, Német- és Svédországban és Németalföldön utazott. Kétszer is kalózok kezébe került, de fogságából sikerült kiszabadulnia. 1712-ben magiszteri címet szerzett és 1714-ben a jénai egyetem docense, majd 1720-ban a bölcsészkar adjunktusa. 1721-től rendkívüli egyetemi tanár, és az egyetemi könyvtár felügyelője. 1731. szeptember 13-án porosz királyi udvari tanácsossá nevezték ki és a hallei egyetemen az államjog és történelem rendes egyetemi tanára lett és ugyanott 1743-ban mint prorektor működött. Előadásokat tartott államjogból, történelemből, földrajzból és heraldikából. 1723-as művében említést tesz arról, hogy jénai heraldikai előadásait több magyar diák is hallgatta.
Több történeti és államjogi műve jelent meg. Jénai egyetemi előadásaiban (Collegium politico-statisticum, 1723) ő használta először a statistica kifejezést. Még a korabeli leíró statisztika művelője, de már elfordult az államismeret megmerevült skolasztikus hagyományaitól. Hallei tartózkodása idején főként Erdélyre vonatkozó történelmi tanulmányokkal és egy magyar történeti könyvtár anyagának gyűjtésével foglalkozott. Ez utóbbi katalógusát a nagyszebeni születésű Michael Agnethler helmstedti egyetemi tanár adta ki (1748 – 51). Könyvtárjegyzékén található felhívásával honfitársait Magyarországra vonatkozó forrásmunkák gyűjtésére buzdítja: „Hazánk dicsősége emelésére én idegen földön munkát, költséget és éjjelezést nem sajnálván fáradoztam: kövessenek mások is.” Történeti munkáiban szakít az előző korszakok elfogult spekulációival.
Heraldikai műveinek tudományos színvonala kiemelkedik a 18. század elejének német címertani művei közül. Ezeket következetesen logikus tárgyalásmód jellemzi. Műveit számos rézmetszet díszíti. Noha a legtöbb mesteralak eredetét nem tudta pontosan meghatározni, de megkísérelte azokat legalább geometriai alapon osztályozni, amivel Gatterer és a szerkezeti heraldikai szemlélet egyik előfutárának tekinthető. A porosz címer leírása ékes példája egy jó és tárgyilagos címerleírásnak.

## Művei
- De natura et indole Heraldicae. (Disszertáció) Jena, 1720
- Einleitung in die Wapenlehre. 1. kiad. Jena, 1723., 2. kiad. Jena, 1734
- Commentatio historica de Coronis és Regni Hungariae coronae (Jenae, 1712)
- Einleitung zur Staats–Wissenschaft überhaupt und dann zur Kenntnis derer europäischen Staaten insonderheit. Halle, 1732
- Catalogus scriptorum, qui res Hungariae, Transsilvaniae etc illustrant (Halle, 1744)
- Praecognita historiae ecclesiasticae, in quibus natura et indoles historiae eccl. explicantur, adiumenta edisseruntur, totiusque hist. eccl. systema, tabellis synopticis adumbratur. In usum studiosae iuventutis methodice adornata. Jena: Johann Bernhard Hartung, 1721 digitalizált változata:
- De insignibus vulgo clenodiis regni Hungariae ut et ritu inagurandi regem Hungariae. Jena, 1713  digitalizált változata:[halott link]
- Index bibliothecae res Hungariae, Transsilvaniae […], quam Martin Schmeitzel instruxit, 1751

Művei Szinnyeinél
- Commentatio historica de coronis tam antiquis, quam modernis, iisque regiis, speciatim de origine et factis sacrae, angelicae et apost. regni Hungariae coronae, cum figuris aeneis, indiceque ac allegatis necessariis. Jenae, 1712
- De insignibus vulgo clenodiis regni Hungariae ut et ritu inaugurandi regem Hungariae schediasma historicum. Uo. 1713
- Dissertatio: an Joannes Constans, elector Saxoniae ante mortem in Castra Pontificiorum transierit. Uo. 1714. (Ujabb kiadásai: Quaestio: an elector Saxoniae Joannes cognomine Constans ante obitum relicto Lutheranorum coetu, in Castra Pontificiorum transierit? Uo. 1718. Dissertatio academica, qvestionem: an elector Saxoniae Johannes cognomento Constans, ante abitum, relicto lutheranorum coetu, in castra pontificiorum transiverit? negative discutiens, von der Frage: Ob der Churfürst in Sachsen Johannes, genandt der Beständige, vor seinem Todt wieder zu denen Catholischen übergangen sey? Mit nein beantwortet. Recusa et amendata. Halae Magdeburgicae, 1741)
- Historischer Beweis, dass der Pragische Jesuit P. Johannes Krauss, in seinem sogenannten historischen Beitrag zum zweiten Lutherischen Jubeljahre in vielen Stücken geirrt und unverantwortlicher Weise wider die historische Wahrheit gehandelt habe. Zum Recompenz vor gehabte Mühewaltung demselben übergeben. Köln, 1717
- Praecognita historiae civilis vniversalis in quibus eius natura et indoles explicantur, adiumenta edisseruntur, omniumque regnorum et populorum historiae tabulis synopticis adumbrantur, in usum studiosae iuventutis in academiis et gymnasiis methodice adornata. Jenae, 1720 (2. jav. és bőv. kiad. Uo. 1730)
- Praecognita historiae ecclesiasticae explicantur, adjumenta edisseruntur, totiusque historiae eccl. systema tabellis synopticis adumbratur. In usum studiosae juventutis methodice adornata. Uo. 1721
- Dissertationem de natura et indole artis heraldicae… publico erudiforum examini submittet… 1721. Uo. (Más kiadás ezen czím alatt: Dissertationem de natura et indole artis heraldicae, oder von der Natur und Wesen der Wappenkunst… submittet… Uo. 1721. Javított új kiadás: Halle, 1740)
- Allocutio academica ad virum juvenem, illustrem ac generosissimum D. Fridericum L. Baronem Wolzogen et Neuhaus etc. ill. ord. Johanitici equitem designatum, postquam in relicta Musarum Jenensium, quas diligenter coluit, sede, ad Galliam visendum iter ingrederetur. Jenae, 1722
- Programma auspicale de uno verae eruditionis impedimento, quod ad ignorantia oeconomiae totius eruditionis suam ducit originem, quoad orationem inauguralem de titulo imperatoris, quam Russorum tzaarus sibi dari praetendit in auditorio theologico ad d. XIV. Dec. habendam – invitat lectionesque publice instituendas indicit. Uo. (1722)
- Oratio inauguralis de titulo imperatoris, quam tzaarus Russorum sibi dari praetendit, in Acad. Jenensi auditorio theologico 1722. d. 14. Dec. habita, notis et observationibus augmentata. Uo. 1722
- De statu ecclesiae lutheranorum in Transilvania, ad… dominum Ernestum Salom. Cyprianum… dissertatio epistolica. Uo. 1722
- Rechtschaffener Lehr- und Hofmeister, oder vernünftige Anweisung, wie ein Privat informator die ihm anventraute Kindern gründlich zu unterrichten und ein Hofmeister seine Untergebene auf Reisen u. Universitäten gebührend anführen solle. Uo. 1722
- Abriss zu einem Zeitungs-Collegio, welchen Er in einem publico collegio seinen Herren auditoribus zur Continuation der neuen Historie umständlich und deutlich erläutern will. Mit einer Vorrede von der Einrichtung dieses collegii. Uo. 1723
- Einleitung zur Wappenlehre, darinnen die Grundsätze deutlich ererklärt u. mit vielen Exempeln gehörig erläutert werden, nebst der Blasonirung des königl. Preussischen Wappens, mit k. Pohlnischen u. Chur-Sächsischen Privilegio. Uo. 1723. 38 térmetszetű táblával. Uo. 1723 (2. kiadás 1734. Uo.)
- Historische Nachricht von dem am 16. 17. Jul. 1724. zu Thorn in Preussen passirten Tumult des gemeinen Wolks wider das Jesuiten-Collegium und der hierauf am 7. Dec. erfolgten scharffen Execution einiger zum Todt verurtheilten Personen, aus sichern geschriebenen und gedruckten Nachrichten, und auf Expresses Verlangen gesamlet und dem Publico mitgetheilet. Uo. 1724-26. Két rész.
- Einleitung zur neuesten Historie der Welt, darinnen die merkwürdigste von Ostern 1723. vorgefallene Begebenheiten, in gehöriger Connexion vorgetragen und erläutert werden. Uo. 1723-25. Három rész.
- Abriss zu einem collegio publico über die Historie der Stadt u. Universität Jena im Jahr 1727 zu Ostern. Uo. (1727)
- Officium amoris et gratulationis viro clariss. et doctiss. Joanni Fabri hungaro cum in academia Jenensi post praeclara exacta spatia magistri philosophiae honores ex merito adipisceretur persolutum ab M. S. Uo.
- Abriss zu einer vollständigen Rechs-Hitorie und andern vorläuffigen Materien gehandelt, so dann die Geschichte derer Käuser und aller fürstlichen Häuser sammt deroselben Genealogie vorgetragen, auch was in Ansehen derer übrigen Stände, nicht weniger des juris publici, feudalis und Religions-Wesen zu behalten ist, denen Anfängern zum Besten, und Gebrauch academischer Lectionen entworffen worden. Uo. 1728
- Versuch zu einer Historie der Gelehrtheit, darinnen überhaupt von dem Ganzen Körper der Gelehrtheit u. dann von allen dessen Theilen, auch deroselben Verbindung insonderheit, hinlängliche Nachricht gegeben wird. Zum Gebrauch eines Collegii publicio u. zum Nutzen der Jugend auf Schulen u. Gymnasien publicirt. Uo. 1728
- Entwurf zu einem Collegio publico über die Historie des A. 1530. zu Augsburg gehaltenen Reichstages u. der auf selbigen übergebenen Confession derer Protestanten nebst kurzer Wiederholung, was in Staats- u. Religionssachen von 1517-1530 sich zugetragen. Uo. 1730
- Johannis l. b. de Kemény Commentatio historico-juridica de jure succendendi sereniss. domus Austriacae in regnum Hungariae, ex fontibus historiae, regni constitutionibus, jurisque naturalis ac gentium principiis composita. Praemisit Just. H. Böhmer I. C. etc. dissertationem praeliminarem de vestigiis et usu antiquitatum Dacicarum in jure Romano. Uo. 1731 (Ifj. b. Kemény János neve alatt jelent meg, valódi szerzője azonban Schmeizel volt.)
- Anrede an die Herren Studenten zu Halle, in welcher er seine künftige Collegia u. derselben Lehrart freundlichst eröffnet, auch sonsten noch zu erkennen gibt, was seinen künftigen Herren Zuhörern zum Voraus zu wissen er für nöthig geachtet hat. Halle, 1731
- Zweite Anrede an die Herren Studenten zu Halle, in welcher er denenselben ein in Zukunft beständig zu haltendes Collegium über die neueste Historie auch Anleitung derer Zeitungen eröffnet u. von dessen Einrichtung, Nutzen auch vom Zeitungswesen überhaupt das gehörige zu erkennen giebet. Uo. 1732
- Anleitung zur academischen Klugheit, wie nach derselben ein auf Akademie lebender Student sein Leben und Studien einzurichten habe, wenn er dermaleins dem gemeinen Besten rechtschaffene Dienste leisten u. sein Glück nach Wunsch machen wolle. Jena, 1732
- Einleitung zur Staats-Wissenschaft überhaupt und dann zur Kenntniss derer europäischen Staaten insonderheit, zum Gebrauch eines collegii entworffen. Halle, 1732
- Allocutio tertia ad Illustres generosos, nobilissimosque dominos studiosos in r. Fridericiana, qua lectiones publicas in notitiam S. Rom. Imperii ejusque jus publicum habendas indicit, nec non utriusque adumbrationem synopticam, nexum doctrinarum perspicue proponat A. R. G. 1733 festo Pentecostes. Uo. 1733
- Vierte Andere an die Herren Studenten zu Halle, in welcher denen selben ein Collegium publicum zur Akademischen Klugheit eröffnet wird, darinen er über folgenden Abschnitt lehren wird: Wasmassen ein auf Universitäten lebender Student sein Leben u. Studium einzurichten habe, wenn er dermaleins dem Publico nützlich und vor sich in der Welt glücklich seyn wolle. Uo. 1734
- Rechtschaffener Academicus, oder gründliche Anleitung, wie ein academischer Student seine Studien u. Leben gehörig einzurichten habe. Zum Gebrauch ordentlicher Lektionen entworfen. Nebst einem Vorbericht: I. Von dem Schulwesen in Deutschland überhaupt. II. Von denen Universitäten überhaupt. III. Von der zu halle insonderheit. Halle, 1735
- Fünfte Anrede an die Herren Studenten zu Halle, in welcher denenselben ein Collegium publicum zur Klugheit zu conversiren eröffnet wird, darinnen er gründlich lehren u. zeigen wird, wie ein rechtschaffener Student sich im täglichen Umgang aufzuführen habe zu Hause, auf Universitäten u. auf Reisen, wenn er ohne Schaden davonkommen, dagegen sich beliebt machen u. also sein Glück in der Welt, nach dem Wunsche treffen wolle. Uo. 1735
- Eines rechtschaffenen Studenten Klugheit zu leben u. zu conversiren zu Hause, auf Universitäten u. auf Reisen. Zum Gebrauch akademischer Lektionen entworfen. Uo. 1737
- Sechste Anrede an die Herren Studenten zu Halle, darinnen er denenselben ein Collegium eröffnet, in welchem nach Anleitung folgender Sätze 1) Von dem Leben, Thaten u. Absterben des Kaysers Caroli VI. 2) Von dem erfolgten Interregno u. Vicariat des Reichs und 3) Von der zukünftigen Wahl u. Krönung eines neuen Kaysers, aus der Genealogie, Historie u. dem deutschen Staats-Recht, die gehörigen Nachrichten treulich mitgetheilt werden sollen. Uo. 1740
- Siebente Anrede… darinnen er… ein Collegium eröffnet, in welchem nach Anleitung folgender Sätze, die Historie des Bürgerlichen, Römischen, Päpstlich-Canonischen u. Protestantischen Kirchen-Rechts soll vorgetragen, gründlich erläutert, auch umständlich ausgeführt werden, wie jedes auf denen Schulen, von Zeit zu Zeit gelehrt u. gelehrnet worden. Uo. 1741
- Achte Anrede…. darinnen er… ein Collegium über die Münz-Wissenschaft eröffnet, in welchem nach Anleitung folgende Sätze des gesammten Münzwesens, nach deren älteren, mittleren u. neueren Zeiten verläutert, auch die dahin gehörigen Lehren und Exempeln erwiesen u. bekräftigt werden sollen. Uo. 1743
- Neundte Anrede… darinnen Er… ein Collegium publicum eröffnet, in welchem… aus der Genealogie, Historie und dem deutschen Staats-Recht, die gehörigen Nachrichten mitgetheilet werden sollen. Uo. 1745
- Catalogus scriptorum, qui res Hungariae, Transilvaniae, Valachiae, Moldaviae, Dalmatiae, vicinarumque regionum et provinciarum illustrant et in biblioth. M. S. asservantur. Uo.
- Erläuterung Gold- und Silbernen Müntzen von Siebenbürgen welche zugleich auch die merkwürdigste Begebenheiten des XVI., XVII. und XVIII. Jahrhunderts im selbigem Fürstenthum zu erkennen giebet. Herausg. u. mit einer Vorrede begleitet von Mich. Gottl. Agnethler. Uo. 1748
- Index bibliothecae res Hungariae, Transilvaniae vicinarumque provinciarum illustrantis, quam M. S. instruxit. Mich. Gottl. Agnethler codd. praecipue msstis auxit nuper autem munificentia magnifici Transilvanorum metropolitanae urbis senatus Cibinensium bibliothecae publicae consecravit. Uo. 1751

## Kapcsolódó szócikk
- axiomatikus heraldika